# سید محمدرضا میرتاج‌الدینی
سید محمدرضا میرتاج‌الدینی (زادهٔ ۲۵ اسفند ۱۳۴۱ تبریز) روحانی و سیاستمدار اصول‌گرای ایرانی است که نماینده تبریز، آذرشهر و اسکو در دوره‌های هفتم، هشتم و یازدهم مجلس شورای اسلامی بوده‌است.

## زندگی
میرتاج‌الدینی در مجلس هفتم و هشتم عضو هیئت رئیسه فراکسیون اصول‌گرایان، در مجلس هفتم نایب‌رئیس کمیسیون فرهنگی، در مجلس هشتم عضو هیئت رئیسه مجلس و در دولت دهم معاونت امور مجلس رئیس‌جمهور و معاونت رئیس‌جمهور در اجرای قانون اساسی و مسئولیت امور روحانیت را بر عهده داشت.
او همچنین پیش از نمایندگی مجلس شورای اسلامی، رئیس سازمان تبلیغات اسلامی استان آذربایجان شرقی بوده است. وی بعد از دولت مسئول امور پارلمانی سازمان صداوسیما و مشاور رئیس صداوسیما بود. او مدرس دانشگاه‌های مختلف بوده و از سوابقش تدریس در دانشگاه‌های کشور و فعالیت‌های فرهنگی و دینی در داخل و خارج از کشور است. وی به عنوان مبلّغ دینی در کشورهای ترکیه، جمهوری آذربایجان، آلمان، سوئیس، روسیه و… فعالیت داشته است. میرتاج‌الدینی در مجلس یازدهم ریاست فراکسیون راهبردی مجلس شورای اسلامی و ریاست مجمع نمایندگان مجلس و نائب رئیس فراکسیون اکثریت مجلس را بر عهده داشت.
از جمله تألیفات میرتاج‌الدینی می‌توان به «اخلاق کارگزاران حکومت از دیدگاه اسلام»، «سیمای امام علی در قرآن»، «شهید شیخ محمد خیابانی؛ روحانی مبارز و بیدارگر» و «به سوی حیات طیبه» اشاره کرد.

## انتخابات ریاست‌جمهوری ۱۴۰۳
وی در روز شنبه ۱۲ خرداد ۱۴۰۳ با حضور در وزارت کشور برای انتخابات ریاست‌جمهوری دوره چهاردهم ثبت‌نام کرد، اما قبل از احراز صلاحیت‌ها انصراف داد.